# علم البنكامات

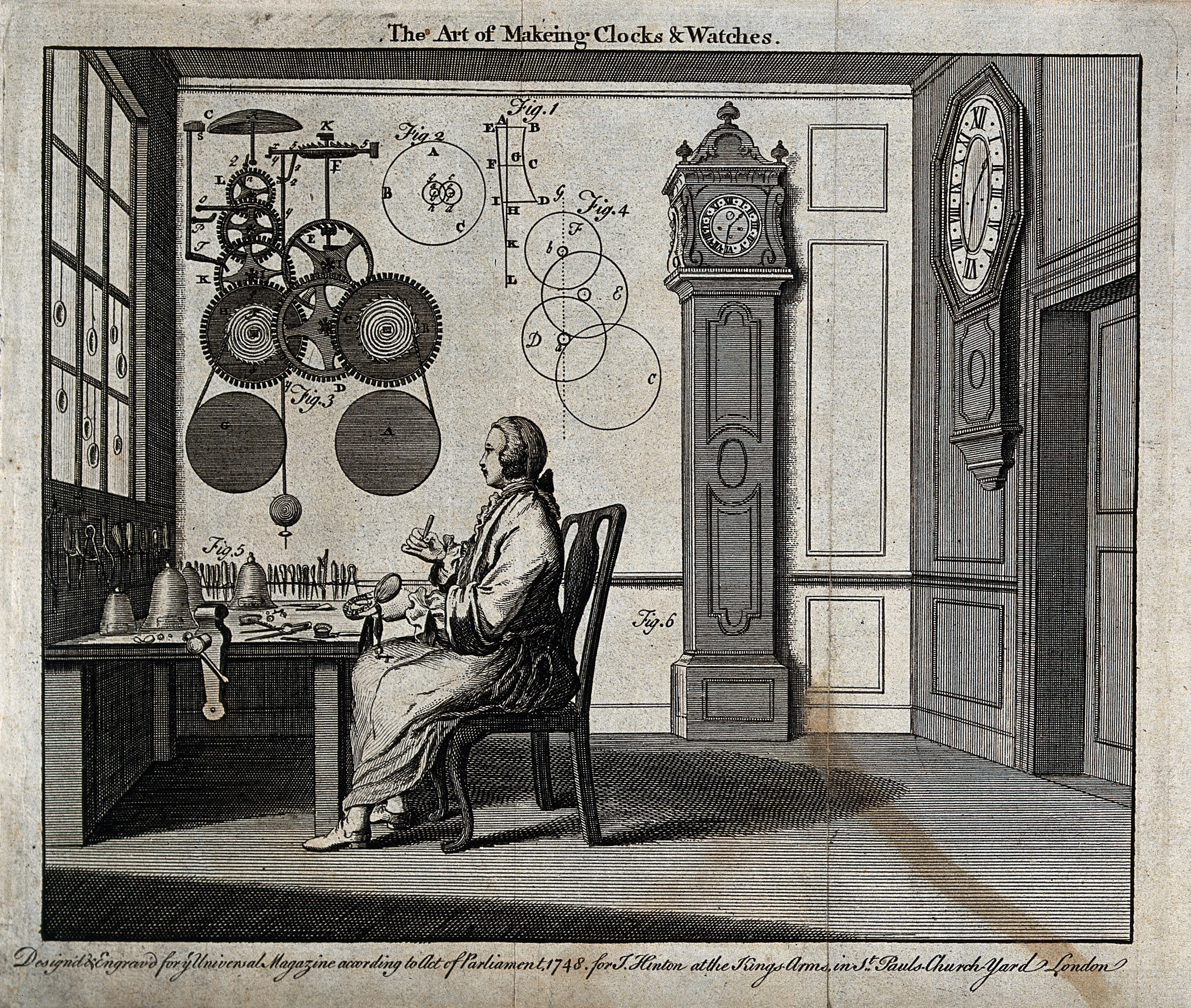

علم البنكامات علم تتبين منه كيفية إيجاد الآلات المقدرة للزمان، ومنفعته معرفة أوقات العبادات واستخراج الطوالع من الكواكب وأجزاء فلك البروج.

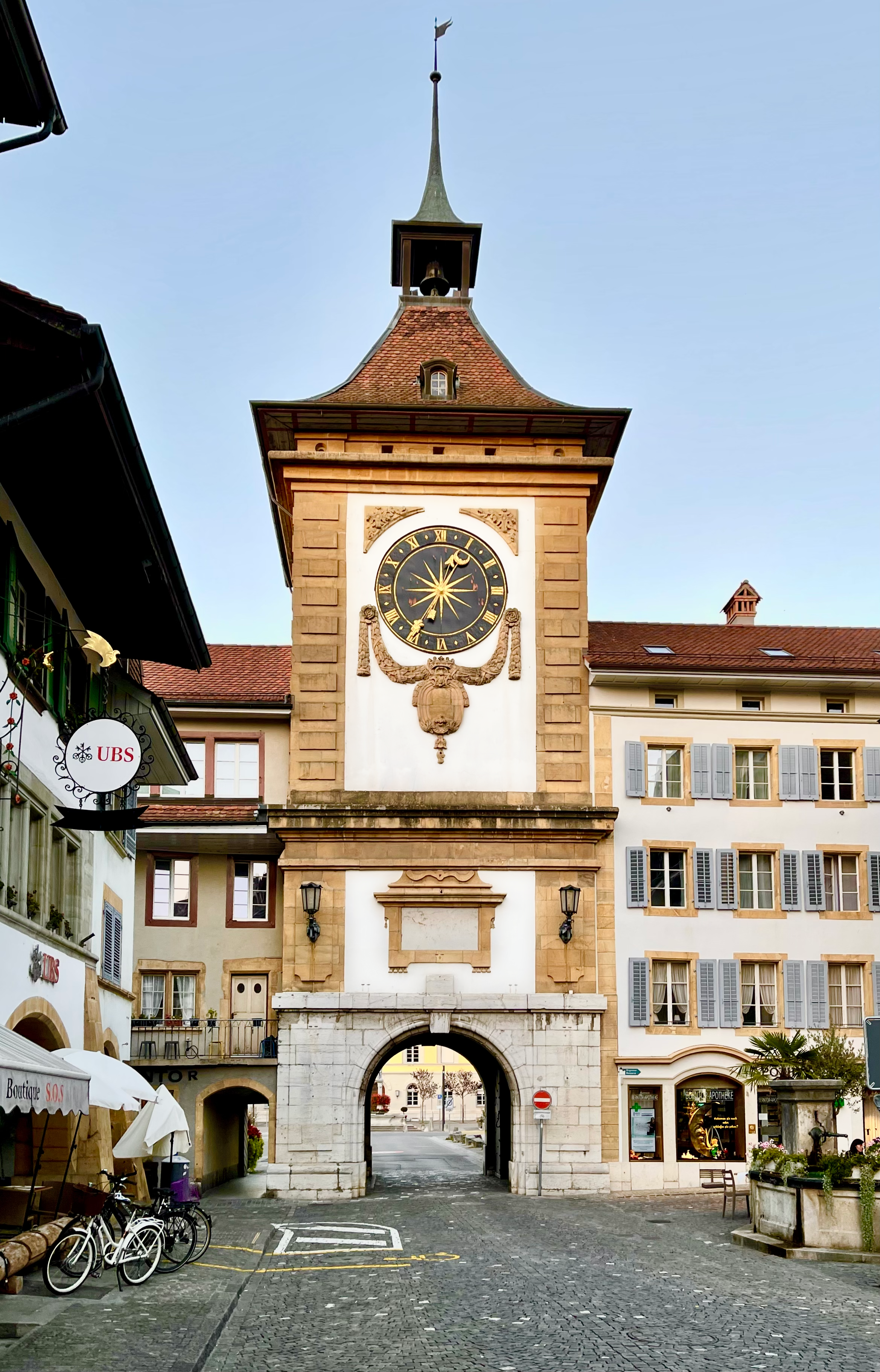
برج الساعة في مورتن